# Hymns for the Haunted
Hymns for the Haunted är Amanda Jenssens tredje studioalbum. Det lanserades i november 2012, både som CD och som vinyl-LP. Den första singeln till albumet, Dry My Soul, släpptes dock redan i februari 2012. Ytterligare ett smakprov på skivan kom då Jenssen framförde låten "Illusionist" i TV-programmet Skavlan 26 oktober 2012. 
Amanda Jenssen har själv sagt följande om skivan:
| ”                | Jag bestämmer aldrig på förhand temat för en skiva. Men efter ett tag märkte jag att det fanns en röd tråd, du vet: Jaha, det var en sådan här skiva jag skulle göra. Det handlar om hjärnspöken, demoner jag burit omkring på, men även relationer, och hur de kan fortsätta att hemsöka en. | „ |
| – Amanda Jenssen | |   |

## Låtlista
| Nr           | Titel             | Längd |
| ------------ | ----------------- | ----- |
| 1.           | Ghost             | 4:15  |
| 2.           | Boom              | 4:25  |
| 3.           | Volcano Swing     | 3:35  |
| 4.           | Light and Easy    | 2:46  |
| 5.           | Dry My Soul       | 3:06  |
| 6.           | Lay Down          | 2:08  |
| 7.           | Open the Lid      | 3:23  |
| 8.           | Illusionist       | 4:33  |
| 9.           | Leon              | 3:37  |
| 10.          | Thunderful Jolene | 3:12  |
| 11.          | Michael's Garden  | 3:51  |
| 12.          | The Carnival      | 3:47  |
| Total längd: | Total längd:      | 13:06 |

## Listplaceringar
- Sverigetopplistan, Sverige: #2[2]